# Matthias Looß
Matthias Looß né le 17 août 1975 à Marienberg est un spécialiste allemand du combiné nordique.

## Résultats

### Jeux olympiques
| Épreuve / Édition | Épreuve / Édition | Nagano 1998 |
| Gundersen         | Gundersen         | 32e         |
| Par équipes       | Par équipes       | 6e          |

### Championnats du monde
| Épreuve / Édition | Épreuve / Édition | Trondheim 1997 |
| Gundersen         | Gundersen         | 42e            |
| Par équipes       | Par équipes       | 6e             |

### Coupe du monde

#### Différents classements en coupe du monde
| Année     | Classement général final |
| 1996-1997 | 32e                      |
| 1997-1998 | 20e                      |
| 1999-2000 | 40e                      |
| 2000-2001 | 47e                      |

#### Performances individuelles
Il compte 5 tops 10 avec comme meilleur résultat trois huitièmes places.

### Coupe du monde B

#### Différents classements en coupe du monde B
| Année     | Classement général final |
| 1994-1995 | 24e                      |
| 1995-1996 | 8e                       |
| 1998-1999 | 21e                      |

#### Détail des podiums individuels
| Édition | Épreuve                                         | Place |
| ------- | ----------------------------------------------- | ----- |
| 1996    | Rovaniemi (Gundersen K90 - 15 km)               | 3e    |
| 1997    | Bardu (Gudersen K90 - 15 km)                    | 1er   |
| 2000    | Garmisch-Partenkirchen (Gundersen K120 - 15 km) | 1er   |
| 2000    | Mislinja (Sprint K90 - 7,5 km)                  | 3e    |
| 2001    | Klingenthal (Mass-start K90 - 10 km)            | 1er   |

### Grand Prix d'été de combiné nordique

#### Différents classements lors du Grand Prix d'été
| Année | Classement général final |
| 1998  | 1er                      |
| 1999  | 13e                      |
| 2000  | 8e                       |

#### Détail des podiums individuels
| Édition | Épreuve                                | Place |
| ------- | -------------------------------------- | ----- |
| 1998    | Wernigerode (Sprint – K 63 / 5 km)     | 1er   |
| 1998    | Klingenthal (Gundersen – K 90 / 15 km) | 1er   |
| 2000    | Klingenthal (Gundersen – K 90 / 15 km) | 2e    |